# Epeorus metlacensis
Epeorus metlacensis is een haft uit de familie Heptageniidae. De wetenschappelijke naam van de soort is voor het eerst geldig gepubliceerd in 1964 door Traver.
De soort komt voor in het Neotropisch gebied.